# Desmeocraera varia
Desmeocraera varia är en fjärilsart som beskrevs av Antonius Johannes Theodorus Janse 1920. Desmeocraera varia ingår i släktet Desmeocraera och familjen tandspinnare. Inga underarter finns listade i Catalogue of Life.